# Haradrim

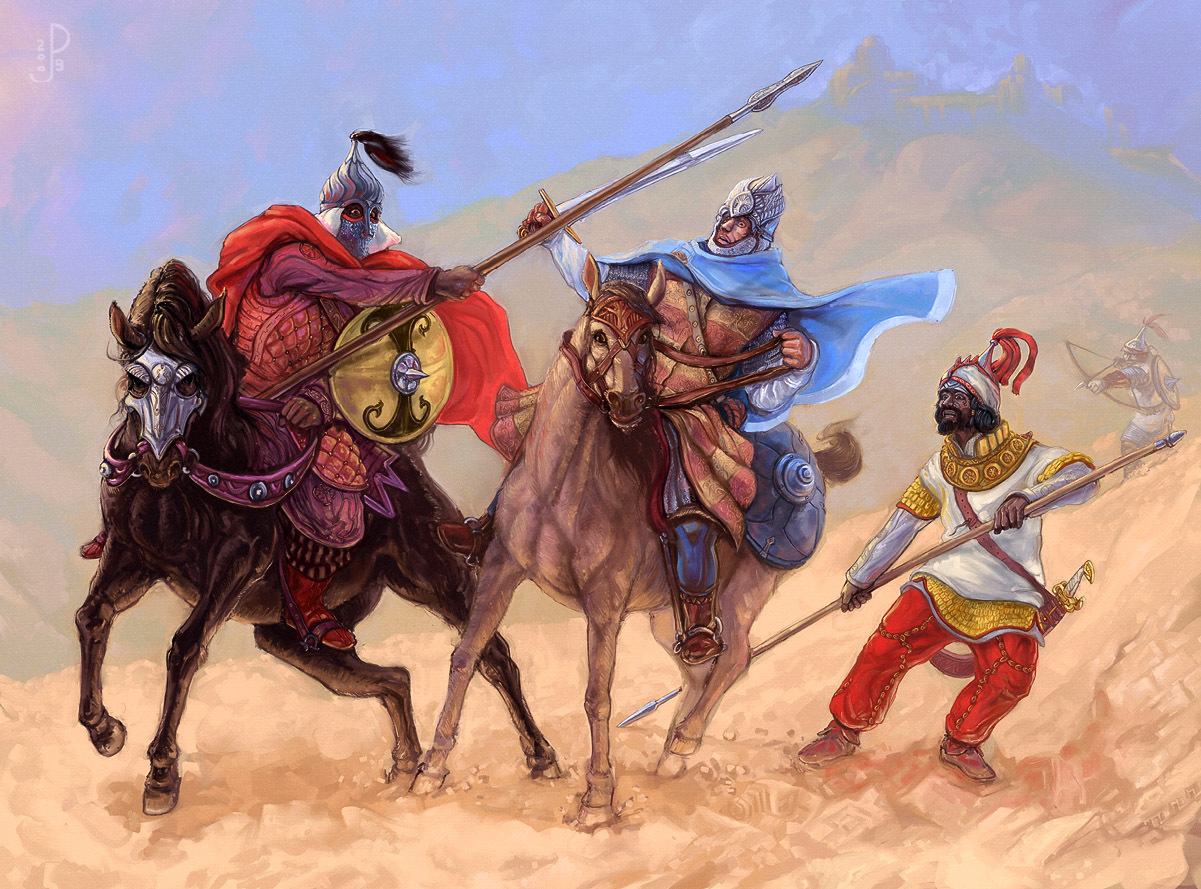
Alcuni Haradrim attaccano un cavaliere di Gondor

Gli Haradrim (o anche Sudroni nell'edizione italiana de Il Signore degli Anelli) sono un gruppo di razze di Uomini dell'universo immaginario fantasy creato dallo scrittore inglese J.R.R. Tolkien; appaiono ne Il Signore degli Anelli, nei Racconti incompiuti e ne Il Silmarillion.
Gli Haradrim vivono nell'Harad, letteralmente "Sud", il nome dato dagli Uomini di Gondor alle terre a Sud di Mordor e di Gondor, delimitate dall'Harnen. Appartengono a più di una cultura; "Haradrim" vuole indicare semplicemente qualsiasi uomo del Sud: sono infatti un insieme di orgogliose razze guerriere.

## Storia
Nella Seconda Era, gli Haradrim, Uomini di grande onore e coraggio, conobbero gli Uomini di Númenor. All'inizio i Dunedain si presentarono come amici e maestri, ma in seguito i Re di Númenor affamati di ricchezza e potere costruirono una grande città nel fiordo di Umbar, un vasto porto naturale nella Baia di Belfalas, da cui gravarono sulle tribù Haradrim con pesanti tributi. Molti Haradrim furono uccisi o divennero schiavi. Dopo la Caduta di Númenor, si allearono ai Númenoreani Neri e conquistarono Umbar.
Durante la Terza Era, al tempo della Guerra dell'Anello, i Sudroni erano in combutta con Sauron e combatterono a fianco del suo esercito; utilizzarono in battaglia mûmakil che trasportavano torrette d'assedio rigurgitanti di arcieri. Quando Sauron fu sconfitto, gli Haradrim si sottomisero a Re Elessar.

## Aspetto e caratteristiche

Un gruppo di Haradrim, nella pellicola de "Le due torri"

Ne Le due torri e ne Il ritorno del re, gli Haradrim vengono descritti come un grande e numeroso popolo crudele, di statura alta, di carnagione scura, feroce in battaglia. Hanno occhi scuri e lunghi capelli neri tenuti in trecce adorne d'oro. Al collo portano collari d'oro e alle orecchie grandi orecchini in forma di grossi cerchi, del medesimo metallo. Come abbigliamento vestono indumenti rossi, portando sopra una cotta di piastrine d'ottone. In battaglia si dividono in fanteria, Mûmakil e cavalleria la quale viene guidata dal loro capitano, che tiene alto lo stendardo: un serpente nero in campo scarlatto. In mano brandiscono luccicanti scimitarre, di ferro o lance dalle punte rosse, mentre al braccio portano scudi rotondi, gialli e neri con grosse punte. Alcuni guerrieri hanno pitture rosse sulle guance e portano manti rossi. I due capi più importanti furono Herumor e Fuinur: una donna e un uomo entrambi di razza Númenóreana, che dopo aver rinnegato la loro razza, fuggirono nell'Haradwaith, divenendo potenti condottieri, durante la Seconda Era.
Tolkien però rivela implicitamente che gli Haradrim alleati con Sauron fossero solo un'infima parte di tutti i popoli del sud.
Grazie ad alcune mappe più dettagliate e ampie di quelle comunemente vendute, si può capire l'enormità dei territori del Sud, dove gli Haradrim vivevano sicuramente sotto molti regni e in tribù diverse.
Pare di capire che questi regni fossero costantemente in lotta tra loro; si capisce che solo una parte di questi parteciparono alla Guerra dell'Anello con l'Oscuro Signore grazie alla vicenda di Denethor, il Sovrintendente di Gondor: quando infatti egli rivelò di aver visto, grazie al Palantír, grandi eserciti muoversi dal Sud su chiamata di Sauron, certamente fu ingannato dallo stesso Sauron che voleva fargli credere che tutti gli uomini, eccetto i gondoriani, fossero suoi alleati, mentre, appunto, solo una parte degli Haradrim decise di partire contro Gondor.

## Adattamenti
Nei film di Peter Jackson gli Haradrim sono ispirati agli Aztechi e alle tribù di Kiribati. Nonostante queste premesse, molti fan hanno riconosciuto negli Haradrim i Persiani o altre culture del Medio Oriente. L'apparente comandante delle forze del Sud nel film non è ucciso da Théoden come nel libro, ma da Éomer.
Appaiono ne Il Signore degli Anelli: La battaglia per la Terra di Mezzo 2 e ne Il Signore degli Anelli - Gioco di battaglie strategiche, nel quale alcuni tra gli Haradrim sono assassini, chiamati "Hasharin", con nomi quali "Dalamyr", "Kârna", "Badharkân", "Hidâr", "Nâfarat", "Abrakân", e "Dhâran-sar". Tuttavia, in nessuno degli scritti di Tolkien vengono specificati nomi degli Haradrim.